# Oxyothespis wagneri
Oxyothespis wagneri är en bönsyrseart som beskrevs av Kittary 1849. Oxyothespis wagneri ingår i släktet Oxyothespis och familjen Mantidae. Inga underarter finns listade i Catalogue of Life.